# Physorhynchus chamaerapistrum
Physorhynchus chamaerapistrum är en korsblommig växtart som först beskrevs av Pierre Edmond Boissier, och fick sitt nu gällande namn av Pierre Edmond Boissier. Physorhynchus chamaerapistrum ingår i släktet Physorhynchus och familjen korsblommiga växter. Inga underarter finns listade i Catalogue of Life.